# Joaquim Jorge
Joaquim Jorge (Maputo, 18 febbraio 1939 – 14 settembre 2014) è stato un calciatore mozambicano naturalizzato portoghese, di ruolo difensore.

## Carriera

### Nazionale
Ha collezionato 2 presenze con la propria Nazionale.